# Jüri Ratas
Jüri Ratas (født 2. juli 1978 i Tallinn, Estiske SSR, Sovjetunionen) er en estisk politiker som fra november 2016 til januar 2021 var Estlands statsminister. Han tidligere har været borgmester i Estlands hovedstad Tallinn fra 2005 til 2007. Han blev valgt i 2005 og er medlem af Estlands centerparti, Eesti Keskerakond.

## Barndom og uddannelse
Jüri Ratas er søn af Rein Ratas, biologiprofessor, miljøaktivist og politiker. Faderen var fra 1992 til 1999 statssekretær i det estiske miljødepartementet og i mange år medlem af parlamentet, Riigikogu.
Ratas er vokset op i Tallinn med en gymnasieeksamen 1996 fra gymnasiet i bydelen Nõmme. Han studerede derefter ved Tallinns tekniske universitet og har derfra en eksamen i erhvervsadministration fra 2000 og en mastergrad i økonomi fra 2002. I perioden 2002-2005 studerede han jura ved Tartu Universitet. Ratas påbegyndte også doktorandstudier indenfor administrativ ledelse i 2007 ved Tallinns tekniske universitet, men afbrød senere disse.

## Politisk karriere
Ratas blev medlem af Keskerakond (Centerpartiet) i 2000 og blev i februar 2002 udpeget til økonomi-politisk rådgiver for partiformanden Edgar Savisaar, som da var Tallinns borgmester. I april 2003 blev Ratas viceborgmester. Han blev valgt af Tallinns bystyre til Saavisaars efterfølger som borgmester i november 2005, en post som han beholdt frem til marts 2007, da han i stedet blev valgt som medlem af Riigikogu. Fra april 2007 til 2016 var han tillige 2. viceformand i Riigikogu.

## Statsminister 2016–2021
Ratas blev Estlands statsminister i november 2016 efter, at koalitionsregeringen ledet af Reformierakond (Reformpartiet) under Taavi Rõivas tabte en mistillidsafstemning i Riigikogu. De tidligere to andre partier i regeringskoalitionen, Socialdemokraterne og det IRL (Isamaa ja Respublika Liit, Fædrelandspartiet) indtrådte efter forhandlinger i den nye regeringskoalition ledet af Ratas og Centerpartiet.
I januar 2021 trak Jüri Ratas sig som statsminister.